# Alive! (chanson de Mondotek)
Pour les articles homonymes, voir Alive.
Singles de Mondotek
D-Generation
(2008)
Alive! est une chanson du groupe allemand Mondotek sortie le 30 novembre 2007 sous le label Mercury. Extraite de l'album compilation Génération Mondotek, la chanson a été écrite et produite par Stephan Endemann et Dragan Hecimovic.
La chanson est connue grâce à son clip vidéo, qui met en scène des danseurs de Tecktonik comme Jey-Jey, Lili Azian et Karmapa. Le single se classe dans plusieurs hit-parades de pays européens dont les Pays-Bas et la Suisse. Alive! réalise la meilleure performance en France et en Belgique, où il atteint la 2e place des hit-parades.

## Liste des pistes
- CD single

1. Alive! (Short Version) - 3:11
2. Alive! (Ph Electro Remix) - 6:01

- 12" maxi

1. Alive! (Ph Electro Remix) - 6:01
2. Alive! (Vinyl Lickers Remix) - 6:05

- CD maxi single

1. Alive! (PH Electro Radio Mix) - 3:43
2. Alive! (Radio Edit) - 3:28
3. Alive! (2-4 Grooves Remix radio) - 3:22
4. Alive! (Vinyl Lickers Short Cut) - 3:30
5. Alive! (PH Electro Remix) - 6:04
6. Alive! (Original Club Mix) - 5:46
7. Alive! (2-4 Grooves Remix) - 6:18
8. Alive! (Master & Servant Remix) - 6:59
9. Alive! (Extra Video)

## Classement hebdomadaire
| Classement (2007–2008)                  | Meilleure position |
| --------------------------------------- | ------------------ |
| Allemagne (Media Control AG)            | 84                 |
| Belgique (Wallonie Ultratip 50)         | 1                  |
| Belgique (Wallonie Ultratop 50 Singles) | 2                  |
| Belgique (Wallonie Ultratop 40 Dance)   | 21                 |
| France (Club 40)                        | 1                  |
| France (SNEP)                           | 2                  |
| Pays-Bas (Single Top 100)               | 73                 |
| Pologne (ZPAV)[réf. nécessaire]         | 1                  |
| Russie (NFPF)[réf. nécessaire]          | 26                 |
| Suisse (Schweizer Hitparade)            | 44                 |